# قطعنامه ۸۸۳ شورای امنیت
قطعنامه ۸۸۳ شورای امنیت سازمان ملل متحد که در تاریخ ۱۱ نوامبر ۱۹۹۳ تصویب شد، سندی بین‌المللی دربارهٔ جمهوری عربی لیبی است. این قطعنامه طی نشست ۳۳۱۲ام با ۱۱ رای موافق، ۰ مخالف و ۴ ممتنع تصویب شد.